# Michael Conrad von Heydendorff
Michael Conrad von Heydendorff (n. 26 noiembrie 1730, Mediaș, Monarhia Habsburgică – d. 9 noiembrie 1821, Mediaș, Imperiul Austriac) a fost din 1777 până în 1784 jude regal la Mediaș. În anul 1786 a fost numit de împăratul Iosif al II-lea în funcția de judecător de curte de apel (Appellationsrat). După moartea lui Iosif al II-lea și abrogarea reformelor iozefine Michael Conrad von Heydendorff s-a retras din sistemul judecătoresc și a fost ales în anul 1790 primar al Mediașului, funcție pe care a îndeplinit-o timp de 27 de ani. Concomitent și-a reprezentat orașul natal ca deputat în Dieta Transilvaniei și în Universitatea Săsească.
Pentru meritele sale a fost distins cu crucea de cavaler al Ordinului Leopold.
La data de 1 februarie 1817 a ieșit la pensie.

## Scrieri
- De originibus nationum in Transsylvania;
- Origines nationum ac potissimum Saxoniae in Transsylvania e ruderibus Historiarum erutae;
- Gedanken von der Herkunft u. dem Ursprung der Verfassung der sächsischen Nation in Siebenbürgen;
- Betrachtungen über die Aufhebung der Sächsischen Nationalverbindung auf hohe Veranlassung aufgesetzt. Anno 1784 diebus Martii;
- Memorial an S. M. Joseph II. Namens der Sächsischen Nation vor ihrer Aufhebung. Anno 1784;
- De veteri conditione Sedis Mediensis, 1776;
- Inscriptio globo turris majoris Mediensis imposita, 1784;
- Bemerkungen über die von den Walachen angesuchte Concivilität in der Sächsischen Nation 1791 zum Gebrauch der Sächs. Universität und Wiener Landtagsdeputation. Historisch-diplomatische Abhandlung der Frage: Woher es komme, dass die Vorfahren der Sachsen von den damaligen Ungarischen Königen aus Deutschland auf den Fundum, den sie jetzt besitzen, berufen wurden? Wie ferner wegen dieser und kein anderer Fundus den Sachsen gegeben worden sei, und woher er den Namen Fundus regius erhalten habe?

## Ediții postume
- Michael Conrad von Heydendorff, Unter fünf Kaisern. Tagebuch von 1786-1856 [Sub cinci împărați. Jurnal din 1786-1857], ediție îngrijită de Otto Folberth și Udo Wolfgang Acker, München, Südostdeutsches Kulturwerk, 1978;
- Laura Balomiri (editor): Hermannstadt/Sibiu, Wieser Verlag, 2013, ISBN 978-3-85129-676-1[2]